# Ancy-Dornot
Ancy-Dornot é uma comuna francesa na região administrativa do Grande Leste, no departamento de Mosela. Estende-se por uma área de 10.25 km², e possui 1.539 habitantes, segundo o censo de 2018, com uma densidade de 150 hab/km².
Foi criada, em 1 de janeiro de 2016, a partir da fusão das antigas comunas de Ancy-sur-Moselle e Dornot.